# کیر بولیچف
کیر بولیچف (به روسی: Кир Булычёв) نام مستعار ایگور سِولودوویچ موژئیکو (به روسی: И́горь Все́володович Може́йко)، تاریخ‌شناس و نویسندهٔ داستان‌های علمی-تخیلی اهل روسیه بود. بهترین اثر او مجموعه‌ای علمی-تخیلی برای کودکان به نام آلیسا سلزنیوا است. اگرچه بیشتر آثار او برای بزرگسالان هستند. بیش از ۲۰ فیلم، سریال و انیمیشن بر اساس کتاب‌های او ساخته شد و او نمایشنامه بعضی از آن‌ها را خودش نوشت.

## زندگی‌نامه
موژئیکو مدرک کارشناسی ارشد را در سال ۱۹۶۵ و دکترای خود را در سال ۱۹۸۱ میلادی دریافت کرد. در سال ۱۹۶۳ در مؤسسه شرق‌شناسی آکادمی علوم روسیه شروع به کار کرد. او متخصص تاریخ برمه در دوران قرون وسطا بود و زندگی‌نامه انگ سن را نوشت.
او برای اولین بار نام مستعار کیر بولیچف را در سال ۱۹۶۵ برای نخستین داستان علمی-تخیلی خود استفاده‌کرد. شناخته شده‌ترین داستان او، آلیسا سلزنیوا، شامل بیش از ۵۰ رمان و داستان کوتاه بود. این مجموعه علمی-تخیلی کودکانه دربارهٔ دختر ابرقهرمان نوجوانی است که در فضا و زمان سفر می‌کند و اسرار و چیزهای جدیدی را کشف می‌کند و افرادی را که در معرض خطر قرار دارند را نجات می‌دهد. آخرین کتاب از این مجموعه در سال ۲۰۰۳، چند ماه قبل از مرگ کیر، منتشر شد. فیلم، انیمیشن و بازی‌های ویدئویی مختلفی با اقتباس از این داستان ساخته‌شده‌است.
یکی دیگر از بهترین و شناخته شده‌ترین کارهای وی، یک سری از داستان‌های کوتاه دربارهٔ شهری در روسیه به نام ولیکی گاسلار است که بیگانگان و موجودات فراطبیعی مختلف را به خود جذب می‌کند. این شهر افسانه‌ای الهامی از شهری واقعی در روسیه به نام ولیکی اوستیوگ است. او همچنین رمان‌های علمی-تخیلی مستقل زیادی نوشت ازجمله: نبرد نهایی (۱۹۷۰)، سیزده‌سال سفر، آنان که زنده می‌مانند(که انیمیشنی کوتاه از روی آن ساخته شد)، غار جادوگران (فیلم)، رودخانه خرونوس و آدم‌ربایی جادوگر (فیلم).
بولیچف نمایشنامه بیش از ۲۰ فیلم را نوشت. او علاوه بر نوشته‌های خود، چندین داستان علمی-تخیلی آمریکایی را نیز به زبان روسی ترجمه کرد.

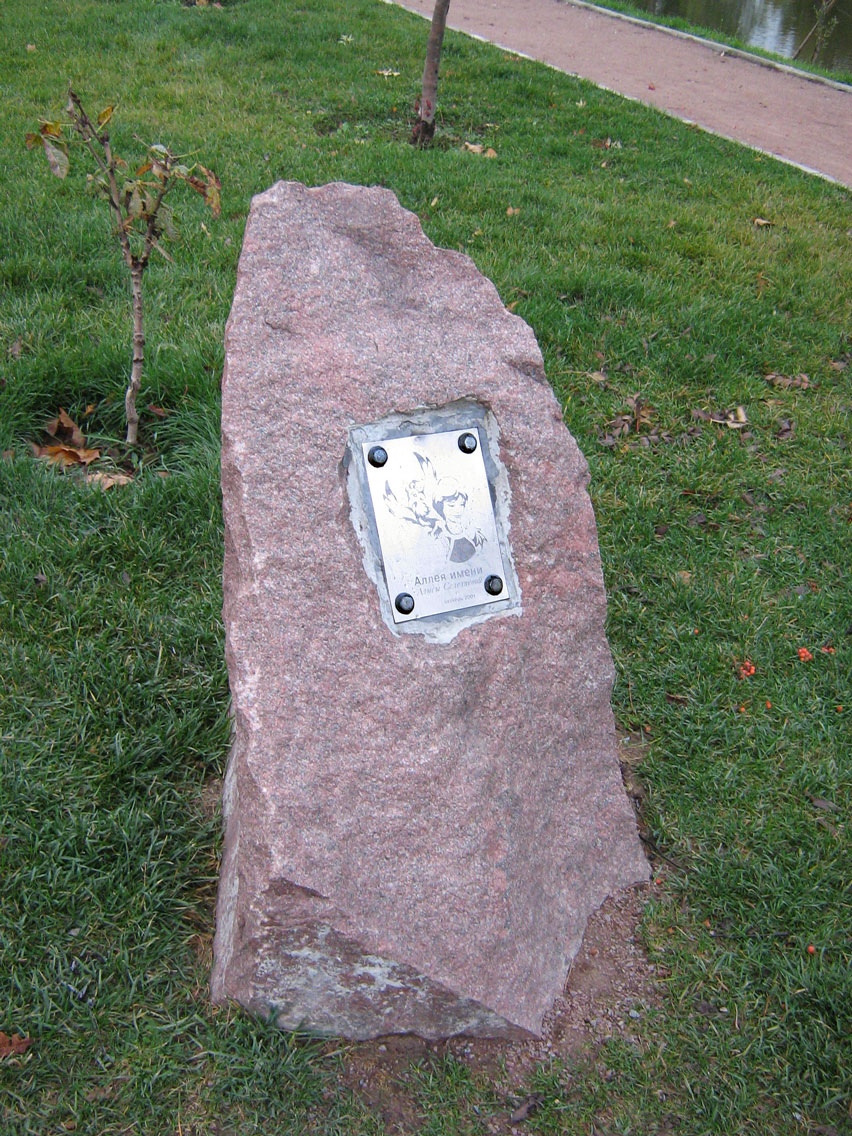
سنگ یادبود کیر بولیچف در کوچه آلیسا سلزنیوا در مسکو